# Poritia fruhstorferi
Poritia fruhstorferi är en fjärilsart som beskrevs av Corbet 1940. Poritia fruhstorferi ingår i släktet Poritia och familjen juvelvingar. Inga underarter finns listade i Catalogue of Life.